# Setge de Tarragona (1811)
El setge de Tarragona fou un episodi militar de la Guerra del Francès que va enfrontar l'exèrcit francès, comandats pel mariscal Suchet, amb els espanyols, sota les ordres del general Juan Senén de Contreras y de Torres, governador militar de la ciutat. El setge començà el 4 de maig de 1811 i la presa de Tarragona tingué lloc el 28 de juny del mateix any.

## Antecedents
Amb la caiguda de Girona i Lleida, i Barcelona en mans franceses del 1808 ençà, el 1810 s'inicia la retirada de l'exèrcit cap a Tarragona, on s'hi afegien refugiats i desplaçats per la guerra, fent que la ciutat passés de tenir una població el 1808 de 10.000 habitants, a més de 30.000 al 1811. i esdevingués la capital de facto del Principat.
Havent aconseguit la rendició de Tortosa després de sis dies de setge, Suchet retornà cap al nord per assetjar una de les darreres places fortes encara a mans dels espanyols a Catalunya. El marquès de Campoverde va aconseguir eliminar una part de l'avantguarda que volia ocupar Valls. Campoverde es va assabentar de la presa de Figueres de Francesc Rovira i Sala el 12 d'abril però fins al dia 20 no es posa en marxa per donar suport.
Suchet va sortir de Tortosa el 29 d'abril, establint el seu comandament amb hospitals i dipòsits de queviures a Reus el 2 de maig i va atacar Tarragona el 4 de maig de 1811.
Després de combatre a Figueres a principis de maig, Campoverde va saber que les columnes de Suchet s'acostaven a Tarragona, i atès que l'important port només tenia la divisió del general Juan de Courten, el comandant espanyol es va retirar immediatament de Figueres i va ordenar Sarsfield amb 2.000 soldats de peu i la cavalleria, amenaçar el camí de subministrament de Suchet cap a Lleida. Amb 4.000 infants, Campoverde va marxar a Mataró, on va carregar els homes a bord dels vaixells i navegà cap a Tarragona.

## El setge

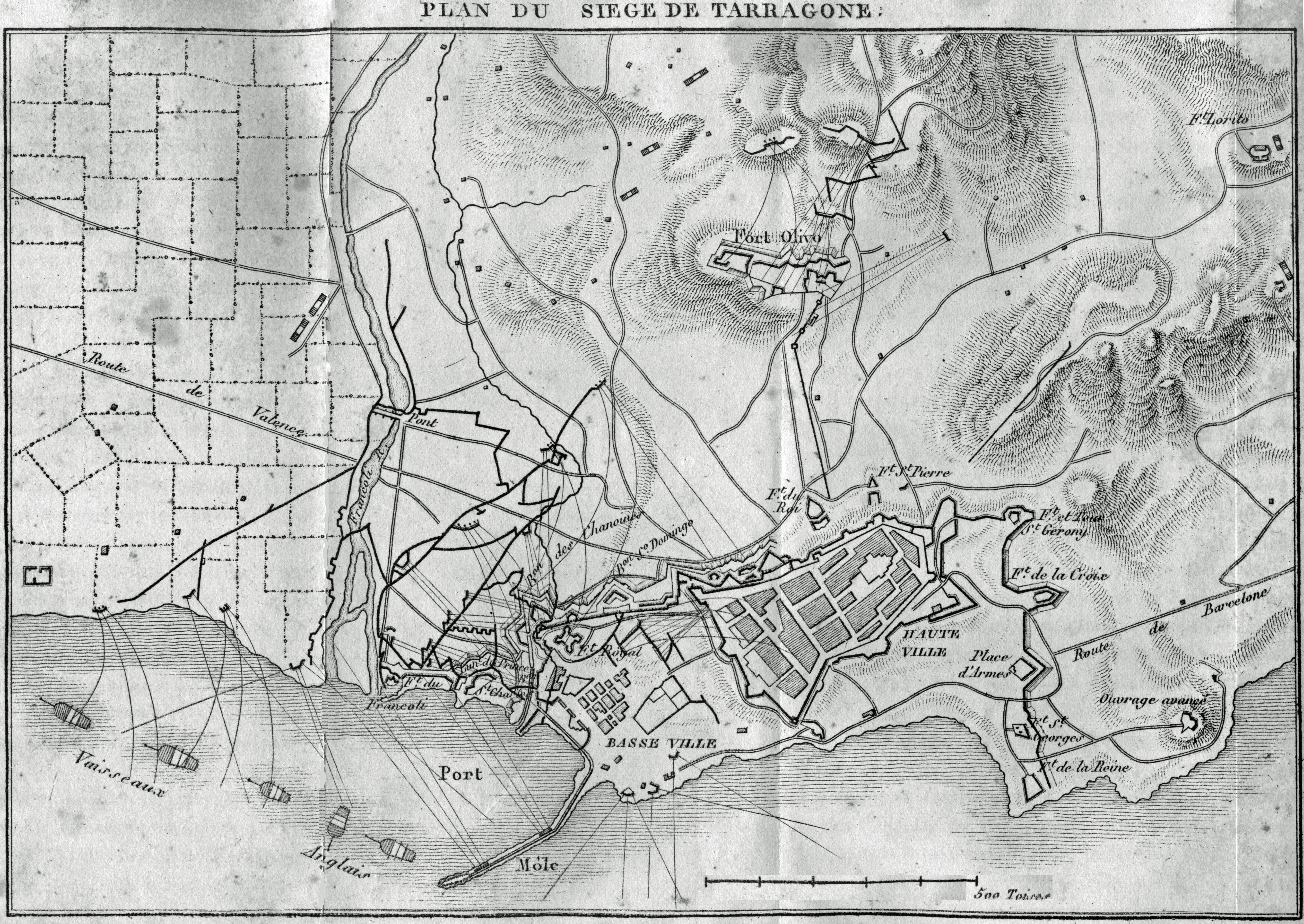
Plànol del setge de la ciutat de Tarragona.

Tot i el suport de la flota anglesa d'Edward Codrington, que va poder entrar nombrosos reforços i bombardejava els atacants, a prop del final del setge, les tropes franceses van capturar la ciutat baixa en un atac sorpresa i els supervivents de la guarnició es retiraren a la ciutat alta.
Els francesos progressivament guanyaven terreny, prenent el Fortí de l'Oliva el 29 de maig, i Campoverde el 31 de maig celebra un consell de guerra i va encarregar la defensa dels forts de la marina al general Pedro Sarsfield i el comandament de les tropes de la ciutat al general Senén de Contreras, mentre ell abandona Tarragona amb 4.000 soldats a la recerca d'un exèrcit d'auxili. Es construeixen tres trinxeres paral·leles a les defenses de la ciutat, i Sarsfield abandona la ciutat el 16 de juny per reunir-se amb Campoverde a Montblanc.
El 28 de juny del mateix any, al cap de cinquanta-cinc dies de setge, la part alta fou presa a l'assalt entre les set i les vuit del vespre entrant per tres escletxes a les defenses entre el baluard de Sant Francesc i el baluard de Sant Pere, tot i la gran resistència dels assetjats. Finalitzats els enfrontaments, la tropa francesa es va lliurar a tres dies de saqueig brutal.

## Conseqüències

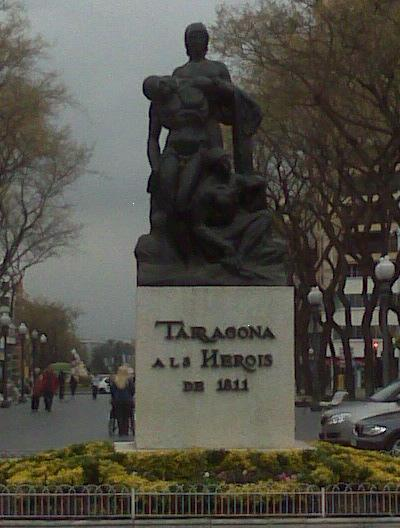
Homenatge de Tarragona als seus defensors, obra de l'escultor Julio Antonio

Una font dona unes baixes per al bàndol francès que s'eleven a 4.300 morts o ferits per un exèrcit de 21.634 homes, inclòs el General de Divisió Jean-Baptiste Salme que va ser abatut. Les baixes espanyoles s'elevarien segons Suchet a 4.000 morts, 9.781 presoners, i 1.000 morts després de la batalla, i segons Bru Casals 5.700 morts o assassinats, 6.300 presoners, 300 ofegats i 5.450 ferits. El governador Juan de Contreras, ferit de baioneta a la porta de Sant Magí, fou un dels presoners.
Durant el pillatge posterior a l'assalt final, els assaltants francesos van massacrar nombrosos civils entre els quals 450 dones i xiquets.
La pèrdua d'aquesta important base i tantes tropes van afeblir l'Exèrcit de Catalunya, i fruit de les derrotes i les desercions, un consell de guerra va acordar l'evacuació de Catalunya, on només resistien Figueres, Berga, Cardona i La Seu d'Urgell, però el marquès de Campoverde és substituït per Luis de Lacy y Gautier, qui situa les seves tropes a Solsona i decideix fonamentar la defensa del Principat en l'eix la Seu d'Urgell – Solsona – Cardona després de la destrucció d'una important base guerrillera a Montserrat el 25 de juliol.
Amb Catalunya en poder de Napoleó, la campanya es va dirigir a reprendre Terol, que havia caigut en mans dels insurgents durant el setge de Tarragona, i el País Valencià. Sagunt va caure el 25 d'octubre de 1811 i València el 14 de gener de 1812. El màxim desplegament francès a la península durà fins mitjan 1812, i la retirada d'efectius amb destinació a la campanya de Rússia va ser aprofitada pels aliats per reprendre la iniciativa a partir de la seva victòria en la batalla dels Arapiles (22 de juliol de 1812) i, contrarestant l'ofensiva francesa, avançar al llarg de 1813 fins als Pirineus, derrotant els francesos en les batalles de Vitòria el 21 de juny i San Marcial el 31 d'agost.

## Posteritat literària
La novel·la d'Honoré de Balzac Les Marana comença amb la presa de Tarragona per les tropes del mariscal Suchet: 
| «             | Le 8 mai 1811, Tarragone prise d'assaut, Tarragone faisant feu par toutes les croisées, Tarragone violée, les cheveux épars, à demi nue, ses rues flamboyantes inondées de soldats français tués ou tuant | » |
| — Les Marana, | |   |